# Vy-lès-Lure
Vy-lès-Lure là một xã ở tỉnh Haute-Saône trong vùng Franche-Comté phía đông Pháp. Xã có diện tích 16 kilômét vuông, dân số năm 2006 là 614 người. Khu vực này có độ cao từ 275-359 mét trên mực nước biển.